# Meidericher Spielverein Duisburg 2022-2023 (femminile)
Questa voce raccoglie le informazioni riguardanti il Meidericher Spielverein Duisburg  nelle competizioni ufficiali della stagione calcistica 2022-2023.

## Stagione
Nella stagione 2022-2023 l'MSV Duisburg, allenato da Thomas Gerstner, concluse il campionato di Frauen-Bundesliga al 10º, mentre in coppa di Germania fu eliminato agli ottavi di finale dal Bayern Monaco.

## Divise e sponsor
La scelta cromatica delle maglie era la stessa dell'MSV Duisburg maschile. Il main sponsor era l'energy drink 28 BLACK, mentre quello tecnico, fornitore delle tenute di gioco, era Capelli Sport.
| Casa | Trasferta | Terza divisa |

## Organigramma societario
Come da sito ufficiale, aggiornato al 13 gennaio 2023.
Area tecnica
- Allenatori: Walter Schneck, Nico Schneck (dal giugno 2022 al 6 aprile 2023)
- Allenatore: Thomas Gerstner (dal 15 aprile 2023)
- Co-allenatore: Robert Augustin (dal 6 al 20 aprile 2023 allenatore ad interim)
- Preparatore dei portieri: Kai Hanysek
- Preparatore fisico: Tobias Kirsch

## Rosa
Rosa, ruoli e numeri di maglia come da sito ufficiale, aggiornati al 13 gennaio 2023.
| N. |                      | Ruolo | Calciatrice       |
| -- | -------------------- | ----- | ----------------- |
| 1  | Germania (bandiera)  | P     | Kari Närdemann    |
| 5  | Germania (bandiera)  | D     | Paula Flach       |
| 6  | Germania (bandiera)  | D     | Gloria Adigo      |
| 7  | Germania (bandiera)  | C     | Miray Cin         |
| 8  | Germania (bandiera)  | D     | Vanessa Fürst     |
| 9  | Germania (bandiera)  | A     | Melissa Ugochukwu |
| 10 | Germania (bandiera)  | C     | Meret Günster     |
| 11 | Germania (bandiera)  | A     | Dörthe Hoppius    |
| 13 | Germania (bandiera)  | A     | Ashley Leonhart   |
| 14 | Danimarca (bandiera) | D     | Emilie Henriksen  |
| 17 | Germania (bandiera)  | C     | Yvonne Zielinski  |

| N. |                        | Ruolo | Calciatrice                 |
| -- | ---------------------- | ----- | --------------------------- |
| 18 | Germania (bandiera)    | C     | Eva Hilsenberg              |
| 19 | Germania (bandiera)    | C     | Antonia-Johanna Halverkamps |
| 20 | Stati Uniti (bandiera) | A     | Alexandria Hess             |
| 21 | Germania (bandiera)    | C     | Sarah Freutel               |
| 22 | Serbia (bandiera)      | C     | Marija Ilić                 |
| 23 | Stati Uniti (bandiera) | D     | Brooke Gabrielle Denesik    |
| 25 | Stati Uniti (bandiera) | D     | Kaitlyn Prior Parcell       |
| 30 | Germania (bandiera)    | C     | Gina Ebels                  |
| 32 | Germania (bandiera)    | P     | Ena Mahmutovic              |
| 33 | Germania (bandiera)    | P     | Joyce Prabel                |
| 47 | Germania (bandiera)    | C     | Selina Vobian               |

## Calciomercato

### Sessione estiva
| Acquisti | Acquisti       | Acquisti         | Acquisti   |
| R.       | Nome           | da               | Modalità   |
| -------- | -------------- | ---------------- | ---------- |
| P        | Joyce Prabel   | Bayer Leverkusen | definitivo |
| D        | Gloria Adigo   | Wolfsburg II     | definitivo |
| D        | Paula Flach    | Wolfsburg II     | definitivo |
| C        | Alissa Andres  | Elversberg       | definitivo |
| C        | Eva Hilsenberg | Budberg U19      | definitivo |
| A        | Dörthe Hoppius | Sand             | definitivo |

| Cessioni | Cessioni             | Cessioni              | Cessioni   |
| R.       | Nome                 | a                     | Modalità   |
| -------- | -------------------- | --------------------- | ---------- |
| P        | Julia Matuszek       | Bochum                | definitivo |
| D        | Emma Hilbrands       | GSV Moers             | definitivo |
| D        | Claire O'Riordan     | Celtic                | definitivo |
| C        | Narjiss Ahamad       | FV Mönchengladbach    | definitivo |
| C        | Alina Angerer        | Borussia Bocholt      | definitivo |
| C        | Jenny Bitzer         | Young Boys            | definitivo |
| C        | Magherita Santamaria | 1. FFC Recklinghausen | definitivo |
| C        | Selina Vobian        | Friburgo              | definitivo |

### Sessione invernale
| Acquisti | Acquisti      | Acquisti     | Acquisti   |
| R.       | Nome          | da           | Modalità   |
| -------- | ------------- | ------------ | ---------- |
| C        | Selina Vobian | MSV Duisburg | prestito   |
| A        | Sarina Heeb   | Zurigo       | definitivo |

| Cessioni | Cessioni                    | Cessioni                  | Cessioni   |
| R.       | Nome                        | a                         | Modalità   |
| -------- | --------------------------- | ------------------------- | ---------- |
| C        | Alissa Andres               | Elversberg                | definitivo |
| C        | Carolina Dastler-Moccagatta | Eintracht Francoforte III | definitivo |

## Risultati

### Frauen-Bundesliga

#### Girone di andata
| Arbitro: | Michel |

|  |           |              |
|  | Marcatori | 24’ Baijings |

| Arbitro: | Derlin (Bad Schwartau) |

|  |           |                                |
|  | Marcatori | 11’, 72’ Zielinski 51’ Parcell |

| Arbitro: | Kost (Schwerte) |

|  |           |                                    |
|  | Marcatori | 6’, 17’ Dallmann 74’, 82’ Schüller |

| Brema 18 ottobre 2022, ore 16:01 CEST 4ª giornata | Werder Brema       | 0 – 0 referto | MSV Duisburg | Weserstadion - Platz 11 (744 spett.)\| Arbitro: \| Heimann (Gladbeck) \| |
| Arbitro:                                          | Heimann (Gladbeck) |               |              |                                                                          |

| Arbitro: | Duske (Leverkusen) |

|                              |           |                          |
| Freigang 9’, 51’ (rig.), 58’ | Marcatori | 39’ Parcell 67’ Leonhart |

| Arbitro: | Heidenreich (Bad Schwartau) |

|                     |           |              |
| Cin 69’ Hoppius 73’ | Marcatori | 81’ Puntigam |

| Arbitro: | Weigelt (Lipsia) |

|                                        |           |  |
| Pajor 54’, 90+2’ Hegering 69’ Popp 89’ | Marcatori |  |

| Arbitro: | Schwermer (Ballenstedt) |

|          |           |  |
| Hess 55’ | Marcatori |  |

| Arbitro: | Söder (Norimberga) |

|                                         |           |               |
| Xhemaili 56’, 60’ Minge 68’ Kayikçi 90’ | Marcatori | 28’ Zielinski |

| Arbitro: | Heimann (Gladbeck) |

|  |           |                                                                   |
|  | Marcatori | 12’ Debitzki 68’, 88’ Endemann 72’ Kowalski 73’ Maier 81’ Edwards |

| Arbitro: | Wacker (Lehrensteinsfeld) |

|                                                                            |           |  |
| Feldkamp 15’, 30’ Hickelsberger-Füller 18’, 88’ Billa 45’, 46’ Kössler 71’ | Marcatori |  |

#### Girone di ritorno
| Arbitro: | Schwermer |

|                         |           |  |
| Arfaoui 53’ (rig.), 69’ | Marcatori |  |

| Arbitro: | Diekmann (Essen) |

|                       |           |  |
| Freutel 14’, 29’, 49’ | Marcatori |  |

| Arbitro: | Söder |

|                                                        |           |  |
| Lohmann 19’ Schüller 60’ Magull 62’ Stanway 71’ (rig.) | Marcatori |  |

| Arbitro: | Wacker (Lehrensteinsfeld) |

|  |           |           |
|  | Marcatori | 77’ Meyer |

| Arbitro: | Hussein (Bad Harzburg) |

|  |           |                    |
|  | Marcatori | 9’ (rig.) Freigang |

| Arbitro: | Westerhoff (Bochum) |

|                                          |           |  |
| Zawistowska 16’ Islacker 31’, 45+1’, 51’ | Marcatori |  |

| Arbitro: | Breier (Zerf) |

|  |           |                                           |
|  | Marcatori | 16’ (rig.) Janssen 68’ Bremer 83’ Waßmuth |

| Arbitro: | Derlin (Bad Schwartau) |

|  |           |                           |
|  | Marcatori | 48’ Hoppius 60’ Zielinski |

| Arbitro: | Stremel (Barnten) |

|                    |           |              |
| Günster 70’ (rig.) | Marcatori | 67’ Xhemaili |

| Essen 21 maggio 2023, ore 16:00 CEST 21ª giornata | SGS Essen          | 0 – 0 referto | MSV Duisburg | Stadion an der Hafenstraße (2 947 spett.)\| Arbitro: \| Duske (Leverkusen) \| |
| Arbitro:                                          | Duske (Leverkusen) |               |              |                                                                               |

| Arbitro: | Diekmann (Essen) |

|  |           |                          |
|  | Marcatori | 28’ Hickelsberger-Füller |

### DFB-Pokal der Frauen
| Arbitro: | Hintze (Braunschweig) |

|  |           |                                                    |
|  | Marcatori | 2’, 33’, 55’ Hoppius 85’ Leonhart 88’ (rig.) Fürst |

| Arbitro: | Hussein |

|  |           |                                                                   |
|  | Marcatori | 3’, 77’ Simon 9’, 90’ Dallmann 53’ Magull 69’ Stanway 83’ Kumagai |

## Statistiche

### Statistiche di squadra
| Competizione         | Punti | In casa | In casa | In casa | In casa | In casa | In casa | In trasferta | In trasferta | In trasferta | In trasferta | In trasferta | In trasferta | Totale | Totale | Totale | Totale | Totale | Totale | DR  |
| Competizione         | Punti | G       | V       | N       | P       | Gf      | Gs      | G            | V            | N            | P            | Gf           | Gs           | G      | V      | N      | P      | Gf     | Gs     | DR  |
| -------------------- | ----- | ------- | ------- | ------- | ------- | ------- | ------- | ------------ | ------------ | ------------ | ------------ | ------------ | ------------ | ------ | ------ | ------ | ------ | ------ | ------ | --- |
| Frauen-Bundesliga    | 18    | 11      | 3       | 1       | 7       | 10      | 19      | 11           | 2            | 2            | 7            | 5            | 28           | 22     | 5      | 3      | 14     | 15     | 47     | -32 |
| DFB-Pokal der Frauen | -     | 1       | 0       | 0       | 1       | 0       | 7       | 1            | 1            | 0            | 0            | 5            | 0            | 2      | 1      | 0      | 1      | 5      | 7      | -2  |
| Totale               | -     | 12      | 3       | 1       | 8       | 10      | 26      | 12           | 3            | 2            | 7            | 10           | 28           | 24     | 6      | 3      | 15     | 20     | 54     | -34 |

### Andamento in campionato
| Giornata  | 1  | 2 | 3 | 4 | 5 | 6 | 7 | 8 | 9 | 10 | 11 | 12 | 13 | 14 | 15 | 16 | 17 | 18 | 19 | 20 | 21 | 22 |
| --------- | -- | - | - | - | - | - | - | - | - | -- | -- | -- | -- | -- | -- | -- | -- | -- | -- | -- | -- | -- |
| Luogo     | C  | T | C | T | T | C | T | C | T | C  | T  | T  | C  | T  | C  | C  | T  | C  | T  | C  | T  | C  |
| Risultato | P  | V | P | N | P | V | P | V | P | P  | P  | P  | V  | P  | P  | P  | P  | P  | V  | N  | N  | P  |
| Posizione | 10 | 5 | 8 | 8 | 9 | 8 | 9 | 6 | 8 | 10 | 10 | 11 | 9  | 9  | 10 | 10 | 11 | 11 | 9  | 10 | 10 | 10 |

Legenda:

Luogo: C = Casa; T = Trasferta. Risultato: V = Vittoria; N = Pareggio; P = Sconfitta.

### Statistiche delle giocatrici
| Giocatore             | Frauen-Bundesliga | Frauen-Bundesliga | Frauen-Bundesliga | Frauen-Bundesliga | DFB-Pokal der Frauen | DFB-Pokal der Frauen | DFB-Pokal der Frauen | DFB-Pokal der Frauen | Totale   | Totale | Totale      | Totale     |
| Giocatore             | Presenze          | Reti              | Ammonizioni       | Espulsioni        | Presenze             | Reti                 | Ammonizioni          | Espulsioni           | Presenze | Reti   | Ammonizioni | Espulsioni |
| --------------------- | ----------------- | ----------------- | ----------------- | ----------------- | -------------------- | -------------------- | -------------------- | -------------------- | -------- | ------ | ----------- | ---------- |
| G. Adigo              | 7                 | 0                 | 0                 | 0                 | -                    | -                    | -                    | -                    | 7        | 0      | 0           | 0          |
| A. Andres             | 6                 | 0                 | 0                 | 0                 | 0                    | 0                    | 0                    | 0                    | 6        | 0      | 0           | 0          |
| M. Cin                | 20                | 1                 | 1                 | 0                 | 2                    | 0                    | 0                    | 0                    | 22       | 1      | 1           | 0          |
| C. Dastler-Moccagatta | 1                 | 0                 | 0                 | 0                 | 1                    | 0                    | 0                    | 0                    | 2        | 0      | 0           | 0          |
| B. Denesik            | 13                | 0                 | 3                 | 0                 | -                    | -                    | -                    | -                    | 13       | 0      | 3           | 0          |
| G. Ebels              | 3                 | 0                 | 0                 | 0                 | 1                    | 0                    | 0                    | 0                    | 4        | 0      | 0           | 0          |
| P. Flach              | 21                | 0                 | 5                 | 0                 | 2                    | 0                    | 0                    | 0                    | 23       | 0      | 5           | 0          |
| S. Freutel            | 21                | 3                 | 2                 | 1                 | 2                    | 0                    | 0                    | 0                    | 23       | 3      | 2           | 1          |
| V. Fürst              | 21                | 0                 | 2                 | 0                 | 2                    | 1                    | 0                    | 0                    | 23       | 1      | 2           | 0          |
| M. Günster            | 17                | 1                 | 1                 | 0                 | 1                    | 0                    | 0                    | 0                    | 18       | 1      | 1           | 0          |
| A-J. Halverkamps      | 19                | 0                 | 3                 | 1                 | 2                    | 0                    | 0                    | 0                    | 21       | 0      | 3           | 1          |
| S. Heeb               | 9                 | 0                 | 0                 | 0                 | -                    | -                    | -                    | -                    | 9        | 0      | 0           | 0          |
| E. Henriksen          | 18                | 0                 | 1                 | 0                 | 2                    | 0                    | 0                    | 0                    | 20       | 0      | 1           | 0          |
| A. Hess               | 19                | 1                 | 1                 | 0                 | 1                    | 0                    | 0                    | 0                    | 20       | 1      | 1           | 0          |
| E. Hilsenberg         | 5                 | 0                 | 0                 | 0                 | 1                    | 0                    | 0                    | 0                    | 6        | 0      | 0           | 0          |
| D. Hoppius            | 20                | 2                 | 3                 | 0                 | 2                    | 3                    | 0                    | 0                    | 22       | 5      | 3           | 0          |
| M. Ilić               | 16                | 0                 | 1                 | 0                 | 1                    | 0                    | 0                    | 0                    | 17       | 0      | 1           | 0          |
| L. Karwatzki          | 1                 | 0                 | 0                 | 0                 | 1                    | 0                    | 0                    | 0                    | 2        | 0      | 0           | 0          |
| A. Leonhart           | 9                 | 1                 | 0                 | 0                 | 2                    | 1                    | 0                    | 0                    | 11       | 2      | 0           | 0          |
| E. Mahmutovic         | 21                | -43               | 0                 | 0                 | 2                    | -7                   | 0                    | 0                    | 23       | -50    | 0           | 0          |
| K. Närdemann          | 1                 | -4                | 0                 | 0                 | 0                    | 0                    | 0                    | 0                    | 1        | -4     | 0           | 0          |
| E. Öztamur            | -                 | -                 | -                 | -                 | 1                    | 0                    | 0                    | 0                    | 1        | 0      | 0           | 0          |
| K. Parcell            | 18                | 2                 | 1                 | 0                 | 1                    | 0                    | 0                    | 0                    | 19       | 2      | 1           | 0          |
| J. Prabel             | 1                 | 0                 | 0                 | 0                 | 0                    | 0                    | 0                    | 0                    | 1        | 0      | 0           | 0          |
| M. Ugochukwu          | 10                | 0                 | 0                 | 0                 | 1                    | 0                    | 0                    | 0                    | 11       | 0      | 0           | 0          |
| S. Vobian             | 9                 | 0                 | 1                 | 0                 | -                    | -                    | -                    | -                    | 9        | 0      | 1           | 0          |
| Y. Zielinski          | 21                | 4                 | 1                 | 0                 | 2                    | 0                    | 0                    | 0                    | 23       | 4      | 1           | 0          |